# Henrique Fogaça
Henrique Aranha Fogaça (Piracicaba, 1º de abril de 1974) es un chef de cocina, empresario, skater y cantante brasileño, conocido por ser uno de los jurados de la versión brasileña del talent show MasterChef, transmitido por la Band. Además de eso, Fogaça es vocalista y compositor de la banda de hardcore Oitão.
En 2016, Fogaça ganó un programa de televisión en solitario, Chef a 200 Grados por Hora, exhibido por la versión brasileña de Discovery Home & Health.
En 2017, Fogaça lanzó su primer libro, intitulado "Un Chef Duro", que se trata de un relato autobiográfico que mezcla momentos de su vida con 30 recetas firmadas por él.
Fogaça es uno de los tres socios del Restaurante Jamile, juntamente con Turco Loco y Anuar Tacach. El restaurante queda en el barrio Bixiga, región de las famosas cantinas italianas en São Paulo. Tiene participación en los restaurantes Cão Veio, Sal Gastronomía (donde es chef) y el bar Admiral´s Place.

## Vida personal
Fogaça se Casó por 18 años con la psicoanalista Fernanda Corvo, con quien tuvo dos hijos, Olivia y João. Olívia es portadora de un síndrome raro en que ella no anda, no habla y se alimenta por sonda. Fogaça llegó a afirmar que los médicos no llegaron a un diagnóstico conclusivo sobre la niña. En 2014, movió una acción judicial contra un internauta que ofendió Olívia a causa de un episodio del MasterChef.
Fogaça también es padre de Maria Letícia, fruto de un relacionamiento que tuvo después de la separación. En febrero de 2018, anunció su boda con la ingeniera química Carine Ludvic, con quien quedó casado por poco más de 1 año. En julio de 2019, Fogaça confirmó el fin de su segunda Boda. En la segunda mitad de 2019 retomó nuevamente con Carine Ludvic, cuyo relacionamiento ya es conocido por sus idas y venidas.

## Programas en la TV
| Año(s)           | Programa                        | Papel              | Emisora                 |
| ---------------- | ------------------------------- | ------------------ | ----------------------- |
| 2014-actualmente | MasterChef Brasil               | Jurado             | TV Bandeirantes         |
| 2015             | MasterChef Júnior Brasil        | Jurado             | TV Bandeirantes         |
| 2016-actualmente | MasterChef Profesionales Brasil | Jurado             | TV Bandeirantes         |
| 2016-actualmente | Chef a 200 Grados por Hora      | Chef y Presentador | Discovery Home & Health |

## Premios y nominaciones
| Año  | Premio                                          | Categoría                              | Resultado | Ref.   |
| ---- | ----------------------------------------------- | -------------------------------------- | --------- | ------ |
| 2008 | Premio Revista "Veja SP"                        | Chef Revelación                        | Ganador   | [ 11 ] |
| 2009 | Premio Revista "Plazeres da Mesa"               | Chef Revelación                        | Ganador   |        |
| 2009 | Premio Revista "Paladar- O Estado de São Paulo" | Premio Paladar de Mejor Carne de Cerdo | Ganador   |        |
| 2015 | Premio "Men of the Year" de la Revista GQ       | Gastronomía                            | Ganador   | [ 12 ] |

## Libros
- 2017 - Un Chef Duro